# 石内奈々絵
石内 奈々絵（いしうち ななえ、1984年2月1日 - ）は、福井県出身のアマチュア将棋選手で、元女流アマ名人・アマ女王。福井県立羽水高等学校、立命館大学国際関係学部卒業。
2012年時点で、一児の母であり、出身地である福井県に在住し、中山商事株式会社の社員であった。

## 来歴・棋歴
- 1993年 - 第10回ジュニア選手権北陸・信越大会小学生個人8強。
- 1998年9月 - 平藤眞吾を師匠とし、関西奨励会に6級で入会。翌1999年 7級で退会。
- 2001年 - 第37回全国高等学校将棋選手権大会女子個人戦8強。
- 2002年 - 立命館大学に入学し、この年の第23回学生女流名人戦に優勝。以後、2005年まで学生女流名人戦（第23回 - 第26回）を4連覇。これは1990年の林まゆみ（近畿大学、後の女流棋士）、1994年の棚田真由美（石内と同じ立命館大学）以来3人目の快挙。
- 2003年 - 第35期女流アマ名人戦で京都府代表として出場し、優勝。「女流アマ名人」の称号を得る。里見香奈アマ女王に勝ち、アマチュア女流タイトルの2冠となる。女流アマ代表の一人として、レディースオープントーナメントに出場し、プロから1勝を挙げるも予選敗退。
- 2004年 - アマ女王戦では元奨励会員の挑戦者に敗れ失冠。女流アマ名人戦も決勝トーナメント初戦で敗れる。レディースオープントーナメントでは、プロから1勝を挙げるも予選敗退。
- 2005年 - アマ女王戦で挑戦者となり、2連勝で再度女王位となる。レディースオープントーナメントでは、プロから1勝を挙げるも予選敗退。
- 2006年2月5日 - 第1回きしろ杯に出場。プロ3人を破って決勝進出するが、決勝で岩根忍に敗れ、準優勝。アマ女王戦では、対局日に交通事故に遭い日程変更をするなどのアクシデントもあり、挑戦者香川愛生に1勝2敗で失冠。レディースオープントーナメントでは、1勝も挙げられず。
- 2006年3月 - 立命館大学を卒業し、営業職に就く。
- 2007年 - 第2回きしろ杯で、優勝する里見と初戦で当たり敗退。
- 2008年 - 第3回きしろ杯で、プロ2人を破ってベスト4進出。
- 2009年 - 第4回きしろ杯で、プロ2人を破ってベスト4進出。
- 2010年 - 中山商事株式会社に入社。
- 2012年 - 自らの将棋と子育ての経験を生かして、紙製の子供の知育教材「きょうりゅうしょうぎ」を企画し商品化。発売以後は、商品を利用した教室やイベントに事業を行なう[2]。
- 2020年 - 「きょうりゅうしょうぎ」が生産中止となる[3]。

## テレビ出演
- 2003年10月 - 2004年3月に放送のNHK将棋講座「鈴木大介の振り飛車自由自在」で、鈴木大介講師のアシスタントを務める。
- 高校1年のとき、2000年1月放送の「羽生善治の新春大逆転五番勝負」に出演。このとき羽生善治四冠（当時）に挑戦した6人の中で唯一の勝利を挙げる。